# Club Polideportivo El Ejido
Ne doit pas être confondu avec Polideportivo Ejido.
Maillots
Le Club Polideportivo El Ejido est un club espagnol de football basé à El Ejido (province d'Almería, Andalousie). Il a été fondé en 2012 à la suite de la disparition du Polideportivo Ejido.

## Histoire
Fondé en 2012, le club obtient la promotion en Segunda División B (troisième division) en 2016. Il se classe 14e de son groupe lors de la saison 2016-2017, puis 10e en 2017-2018. Il est relégué en Tercera División (quatrième division) en 2019, après avoir terminé 17e de son groupe. Il retrouve ensuite la troisième division en 2020, après s'être classé deuxième de sa poule.